# Małżewko
Małżewko – wieś kociewska w Polsce położona w województwie pomorskim, w powiecie tczewskim, w gminie Tczew.
W latach 1975–1998 miejscowość administracyjnie należała do województwa gdańskiego.
Wieś sołecka położona 9 km na północny zachód od Tczewa. 
Historia
Historia Małżewka sięga średniowiecza. W okresie średniowiecza Małżewko i Małżewo stanowiły dobra jednego właściciela. Jak podają źródła książę pomorski osadził w Małżewku rycerzy niemieckich w 1258 roku. Sambor II nadał dobra Małżewko i Turze nabyte wcześniej od Conrada de Borodin, Hermanowi Bolco. Dokument ten potwierdził 23 listopada 1303 roku Opat pelpliński Henryk. 
Podział dóbr na Małżewko i Małżewo nastąpił około XVI wieku. Pierwszym właścicielem Małżewka był Broda. Inny dokument stwierdza, że 20 czerwca 1526 roku Król polski Zygmunt nadał wieś Małżewko na prawie niemieckim czterem szlachcicom: Michałowi Zelisławskiemu (podkomorzemu malborskiemu i staroście nowskiemu), Janowi Knorowskiemu, Janowi Rembowskiemu oraz Marcinowi Brodzie. W 1570 roku jako właściciele wymienieni byli tylko Broda-Małżewski i Rębowski. Broda-Małżewski posiadał w Małżewku 6 łanów, a Rembowski herbu Jelita posiadał 18,5 łana, w tym 12,5 łana należały do folwarku, którego był właścicielem. W roku 1697 jako właściciel folwarku i wsi wymieniany był Willer.
22 października 1697 roku właścicielem był Franciszek Ernest von Jawitz, który Małżewko sprzedał Franciszkowi Maciejowi Krokowskiemu kapitanowi duńskiemu za sumę 25 000 florenów. Na początku XVIII wieku właścicielem Małżewka i trzech innych folwarków oraz Diabelskich Młynów była rodzina Brochowskich. W 1737 roku Kazimierz Brochowski sprzedał cały kompleks majątków za 104 000 florenów Konarskiemu.
W 1772-1773 roku Małżewko przynależne było do okręgu tczewskiego i składało się ze wsi i folwarku szlacheckiego. Właścicielem był Jgnacy Konarski. Na początku XIX wieku właścicielem majątku został hrabia Piwnicki. W 1856 roku posiadłość kupił Peter von Moritz. W roku 1863 majątek odkupił Bernard Flemming. W tym czasie został wybudowany istniejący do dziś dwór, reprezentujący cechy neogotyckie. Dwór postawiono na sztucznie usypanym wzgórzu. W 1880 roku właścicielem majątku był Früdrich Flemming Gorlitz, a administratorem Emil Flemming. W 1903 roku administratorem majątku był Wilhelm Flemming. W aktach z 1909 roku Małżewko występuje już jako dobra Królewskie, dzierżawione przez rodzinę Flemmingów. Po utworzeniu Państwa Polskiego Flemmingowie wyjechali w głąb Niemiec. Majątek przeszedł w posiadanie Skarbu Państwa. Pierwszym dzierżawcą był Seweryn Sobierajski. W roku 1929 majątek dzierżawił Roman Sobierajski. Po 1930 roku dzierżawcą był Waligóra, który utrzymał się tutaj do wybuchu II wojny światowej. W latach 1939–1945 majątkiem zarządzali oficerowie niemieccy.
Po wojnie utworzono Spółdzielnię Rolniczą. po jej upadku majątek przejął PGR, który słyną z hodowli bydła. Po rozwiązaniu Państwowych Gospodarstw Rolnych w 1993 roku, majątkiem zarządzała Agencja Własności Rolnej Skarbu Państwa, która osiedle mieszkaniowe sprzedała mieszkańcom, a majątek wraz z ziemią sprzedała w 1995 roku firmie Polska Hodowla i Obrót Zwierzętami "POLHOZ" z siedzibą w Warszawie.
Szczegółowa dokumentacja historii majątku Małżewko jest zgromadzona przez mgr Beatę Jakubowską i mieści się w Muzeum Narodowym Rolnictwa i Przemysłu Rolno-Spożywczego w Szreniawie
Inne miejscowości o podobnej nazwie : Małżewo